# The Rolling Stones: Havana Moon
The Rolling Stones: Havana Moon es una película de 2016 dirigida por Paul Dugdale, que presenta el multitudinario concierto brindado por la banda británica The Rolling Stones en La Habana, Cuba, el 25 de marzo de 2016 en el complejo Ciudad Deportiva, al que asistieron unos 500.000 espectadores. El concierto marcó la primera vez que una banda de rock se presentó en Cuba ante un público tan numeroso, rompiendo el récord anterior impuesto por el cantante italiano Zucchero Fornaciari, que actuó ante casi 70.000 espectadores en 2012. El 11 de noviembre de 2016 la película se estrenó en múltiples formatos.
Cuando se dio a conocer la noticia de que el presidente en ejercicio de los Estados Unidos Barack Obama iba a visitar Cuba -marcando la primera vez que un presidente estadounidense en ejercicio había visitado la isla en 88 años-, la fecha del concierto debió reprogramarse del 20 al 25 de marzo de 2016. La película documental Olé Olé Olé!: A Trip Across Latin America, también dirigida por Dugdale, relata los problemas que debieron sortearse para que el concierto pudiera finalmente realizarse.

## Lista de canciones
| N.º | Título                                    | Escritor(es)                | Duración |  |
| 1.  | «Jumpin' Jack Flash»                      | Mick Jagger, Keith Richards |          |  |
| 2.  | «It's Only Rock 'n' Roll (But I Like It)» | Mick Jagger, Keith Richards |          |  |
| 3.  | «Tumbling Dice»                           | Mick Jagger, Keith Richards |          |  |
| 4.  | «Out of Control»                          | Mick Jagger, Keith Richards |          |  |
| 5.  | «All Down The Line»                       | Mick Jagger, Keith Richards |          |  |
| 6.  | «Angie»                                   | Mick Jagger, Keith Richards |          |  |
| 7.  | «Paint It Black»                          | Mick Jagger, Keith Richards |          |  |
| 8.  | «Honky Tonk Women»                        | Mick Jagger, Keith Richards |          |  |
| 9.  | «You Got the Silver»                      | Mick Jagger, Keith Richards |          |  |
| 10. | «Before They Make Me Run»                 | Mick Jagger, Keith Richards |          |  |
| 11. | «Midnight Rambler»                        | Mick Jagger, Keith Richards |          |  |
| 12. | «Miss You»                                | Mick Jagger, Keith Richards |          |  |
| 13. | «Gimme Shelter»                           | Mick Jagger, Keith Richards |          |  |
| 14. | «Start Me Up»                             | Mick Jagger, Keith Richards |          |  |
| 15. | «Sympathy for the Devil»                  | Mick Jagger, Keith Richards |          |  |
| 16. | «Brown Sugar»                             | Mick Jagger, Keith Richards |          |  |
| 17. | «You Can't Always Get What You Want»      | Mick Jagger, Keith Richards |          |  |
| 18. | «(I Can't Get No) Satisfaction»           | Mick Jagger, Keith Richards |          |  |